# Stibeutes tricinctor
Stibeutes tricinctor är en stekelart som först beskrevs av Aubert 1968.  Stibeutes tricinctor ingår i släktet Stibeutes och familjen brokparasitsteklar. Inga underarter finns listade i Catalogue of Life.